# Mirando el mundo al revés
Mirando el Mundo al Revés fue el tercer álbum lanzado al mercado por la banda de rock mestizo Che Sudaka.
Fue publicado por la discográfica K Industria en 2007 y contó con las colaboraciones de Amparanoia, Karamelo Santo, Un Kuartito y Selector Matanzas

## Lista de canciones
1. Ciego
2. Usted
3. Mirando el mundo al revéz
4. Silence Raval
5. Almas rebeldes
6. Arma dispuesta
7. Todo vuelve
8. Que natural
9. Menino da rua
10. Politancosmo time
11. Difícil ser igual
12. Walking downtown
13. Ona kasuita

## DVD
El disco iba acompañado de un DVD con material extra que incluía:
- Mirando el Mundo al Revés
- Entrevista radiochango.com
- Clip "El Trenecillo"
- Directo Ateneu Nou Barris (BCN)
- Galería de fotos
- Subtítulos (inglés + francés)